# Szabó Lőrinc Két Tannyelvű Általános Iskola és Gimnázium
A Pasaréti Szabó Lőrinc Magyar-Angol Két Tanítási Nyelvű Általános Iskola és Gimnázium egy két tannyelvű általános iskola és gimnázium Budapest II. kerületében.

## Története
Az iskola a II. kerületben, az Apáthy-szikla alatt létesült 1961-ben. A hatvanas években az intézmény tanulóinak létszáma 1000-1200 körül mozgott, 1992-ig testnevelés tagozatos általános iskolaként működött.
A kilencvenes évek elejére a gyerekek létszámának csökkenése olyan mértékűvé vált, hogy az osztályok számát évfolyamonként háromról kettőre kellett csökkenteni. Erre az időszakra esik a testnevelés tagozatos osztályok helyett a nyelvtagozatos csoportok szervezése. A 24 tantermes épület kihasználtsága, - az oktatást igénybe vevők érdeke - és a tantestület irányultságának figyelembe vételével 1995-ben a gimnáziumi tagozat megszervezésével az iskola szerkezetváltást hajtott végre.

## A szerkezetváltás után
A gimnáziumi oktatás bevezetésével egy időben vette fel az intézmény a Bányai Júliáéról a Pasaréten élt költő-műfordító, Szabó Lőrinc nevét. 1999-től – újabb szerkezetváltással – az iskola 13 évfolyamos két tannyelvű általános iskola és gimnáziumként működik, 8+5 osztályos szerkezetben. A gimnázium utolsó négy évében a matematika, földrajztudomány, biológia, történelem, célnyelvi civilizáció és informatika tárgyakat tanulhatják angolul a diákok. További idegen nyelvként választható a német, francia, spanyol és olasz nyelv. Az iskola nagy hangsúlyt helyez a számítástechnika és informatikaoktatásra, az egészséges életmóddal kapcsolatos ismeretek elsajátítására és a környezetvédelmi nevelésre. A 2007/2008-as tanévben összevonásra került sor az addig különálló intézményként működő Fenyves Utcai Általános Iskolával.
2011. október 21-én az iskola első közintézményként a fővárosban a Köztársaság Elnökének Díszoklevele Éremmel elismerésben részesült kiemelkedő két tannyelvű képzéséért és a diákok szintén kiemelkedő eredményeiért az érettségin és a felsőoktatási felvételiken.